# Яковлев, Михаил Александрович (инженер)
Михаил Александрович Я́ковлев (1 октября 1907, София — 12 мая 1973) — специалист в области создания радиолокационных приборов, лауреат Сталинской премии второй степени (1952).

## Биография
Родился 1 октября (19 сентября) 1907 года в Софии. Сын нижегородского архитектора Александра Александровича Яковлева, который в то время работал в Болгарии на строительстве собора Александра Невского.
Окончил Нижегородский механико-машиностроительный институт, электротехнический факультет, инженер-электрик (1931).
Входил в десятку первых радиолюбителей Советского Союза. У него был позывной R1MY06: Россия, первая, Михаил Яковлев, радиопередатчик № 06.
Работал в Нижегородской (Горьковской) радиолаборатории имени В. И. Ленина, а затем до 1941 года во вновь созданных лабораториях завода имени М. В. Фрунзе.
Одновременно преподавал в Индустриальном институте.
После начала войны мобилизован и направлен в училище в город Ветлуга Горьковской области (2-е Горьковское автомобильно-мотоциклетное училище (2-е ГАМУ)). Потом там же преподавал радиодело и радиосвязь.
С 1946 года работал в ленинградском НИИ-49, руководил разработкой радиолокаторов для военных судов.
После того, как в 1949 году указал в анкете, что имеет дальних родственников в Бельгии, был переведён в Ростов-на-Дону, там работал в лаборатории по своему профилю.
В 1952 году в составе авторского коллектива стал лауреатом Сталинской премии за создание РЛС «Флаг». После этого смог вернуться в Ленинград.
Работал в филиале НИИ-49 — ОКБ завода п/я 489 (Ленинградский электромеханический завод (ЛЭМЗ)), руководил лабораторией, в которой создавали приёмники и передатчики локаторов. Зам. главного конструктора РЛС «Рея» (1953). Главный конструктор корабельной РЛС «Каскад».
С 1971 года был на пенсии. Умер 12 мая 1973 года.
До 1940 года был женат на Ольде Александровне Жевакиной, балерине Горьковского театра оперы и балета (развод). В 1942 году женился на Ариадне Иннокентьевне Дьяковой, от неё дочь и сын.
- Сталинская премия второй степени (1952) — за работу в области связи